# Royal Aircraft Factory R.E.7
El Royal Aircraft Factory R.E.7 fue un biplano biplaza de bombardeo ligero y reconocimiento británico diseñado por la Royal Aircraft Factory, y construido por contrato por Coventry Ordnance Works (50 ejemplares), Austin (52), Napier (30) y Siddeley-Deasy para el Real Cuerpo Aéreo.

## Diseño y desarrollo
Desarrollado desde el R.E.5, el R.E.7 fue diseñado para llevar cargas más pesadas y también para que fuese adecuado para realizar tareas de escolta y de reconocimiento. Era un biplano de envergaduras desiguales con tren de aterrizaje fijo de patín de cola y estaba propulsado por un motor Beardmore de 89 kW (120 hp) montado en el morro y que movía una hélice de cuatro palas. El avión fue construido por una serie de contratistas diferentes, llegando el primer avión a ser operativo en Francia, con el Real Cuerpo Aéreo, a principios de 1916. El avión disponía de dos cabinas abiertas con el observador/artillero en la delantera, bajo el ala superior, y el piloto en la trasera.

## Historia operacional
Pronto se encontró que el avión no podía ser usado como escolta, debido al limitado sector de tiro de la única ametralladora Lewis, pero el R.E.7 disponía de una buena carga útil, por lo que rápidamente se usó como bombardero ligero, con un motor más potente (ya fuera el RAF 4a de 112 kW (150 hp) o el Beardmore de 119 kW). Más de una cuarta parte de los aviones construidos fue usada en Francia a mitad de 1916, pero sus bajos velocidad y techo con una carga de bombas le hacían vulnerable a los ataques. Los R.E.7 fueron retirados y usados como entrenadores, y cierta cantidad fue usada como bancadas de motor. También fueron usados como remolcadores de blancos, arrastrando una manga aérea para la práctica del tiro aire-aire, siendo probablemente uno de los primeros aviones en realizar esta tarea.
Al menos dos R.E.7 fueron convertidos a triplaza, con una tercera cabina para el segundo artillero instalada detrás de la del piloto, con una ametralladora Lewis y otra instalada sobre el ala superior, accionada por el artillero delantero puesto en pie.

## Operadores
Reino Unido
- Real Cuerpo Aéreo

## Especificaciones (bombardero ligero)
Referencia datos: The Illustrated Encyclopedia of Aircraft (Part Work 1982–1985). Orbis Publishing. 1 de enero de 1988. p. 2820.

### Características generales
- Tripulación: Dos (piloto y observador/artillero)
- Longitud: 9,7 m (31,9 ft)
- Envergadura: 17,4 m (57 ft)
- Altura: 3,8 m (12,6 ft)
- Superficie alar: 50,9 m² (548 ft²)
- Peso vacío: 1036 kg (2283,3 lb)
- Peso cargado: 1565 kg (3449,3 lb)
- Planta motriz: 1× motor lineal V12 refrigerado por aire RAF 4a.
  - Potencia: 112 kW (154 HP; 152 CV)
- Hélices: De cuatro palas de madera de paso fijo

### Rendimiento
- Velocidad máxima operativa (Vno): 135 km/h (84 MPH; 73 kt)
- Alcance: 6 h
- Techo de vuelo: 1980 m (6496 ft)

### Armamento
- Bombas: 

  - 1 de 152 kg o
  - Varias pequeñas hasta 147 kg

## Aeronaves relacionadas

### Secuencias de designación
- Secuencia R.E._ (interna de Royal Aircraft Factory (Reconnaissance Experimental)): ← H.R.E.2 - H.R.E.3 - R.E.5 - R.E.7 - R.E.8 - R.E.9